# Fausto Merchiori
Fausto Merchiori (Bologna, 9 febbraio 1942) è un politico italiano, sindaco di Rovigo dal 2006 al 2011.

## Biografia
Docente universitario, nel 2001 viene eletto consigliere comunale di opposizione a Rovigo. Alle elezioni comunali del 2006 viene candidato a sindaco di Rovigo dal centrosinistra: al primo turno ottiene il 41,3%, poi vince il ballottaggio contro con il 50,03%. Rimane in carica fino al 2011, quando non si ricandida alle elezioni.